# Pompa mięśniowa (sport)
Pompa mięśniowa — krótkotrwałe zwiększenie objętości mięśni na skutek dopływu krwi do tkanki mięśniowej podczas treningu fizycznego. Fizjologiczne przekrwienie mięśnia poprawia jakości treningu, polepsza samopoczucie oraz przyspiesza regenerację, podnosi motywację, wpływa na lepsze zaopatrzenie pracujących mięśni w składniki odżywcze. Wpływa na rozciągniecie powieźli mięśniowych tworząc miejsce do wzrostu mięśnia.

## Mechanizm powstania
Podczas wysiłku siłowego na skutek wzrostu poziomu tlenku azotu następuje rozluźnienie śródbłonka naczyń krwionośnych i zwiększenie ukrwienia tkanki mięśniowej.

## Metody
Czynniki wpływające na powstanie, zintensyfikowanie i wydłużenie czasu trwania tzw. pompy mięśniowej
- właściwe odżywienie poprzez wprowadzenie do diety produktów bogatych w azot (buraki czerwone[3], żeń-szeń[4], marchew)[5], nawodnienie organizmu, oraz uzupełnienie glikogenu mięśniowego poprzez spożywanie odpowiedniej ilości węglowodanów[1]. Znanymi suplementami poprawiającymi pompę mięśniową są: kreatyna, arginina, cytrulina, beta alanina[1],

- odpowiedni trening: właściwa technika, wolne tempo wykonywania powtórzeń, krótki przerwy między seriami, zaawansowane metody ograniczania przerw jak: metoda drop-set (tuż przed upadkiem mięśniowym zmniejszenie ciężaru), metoda częściowego wypoczynku, metoda serii łączonych, metoda superserii[1].

- Ograniczenie stresu. Nadmiar kortyzolu osłabia pompę mięśniową[6].

W przypadku ćwiczenia siłowego o zbyt niskiej intensywności (bez progresu ciężaru, bez zmęczenia) pompa mięśniowa może ograniczać hipertrofię mięśniową, gdyż za sprawą stresu metabolicznego i zbyt dużej pompy mięśniowej, osoba ćwicząca może błędnie interpretować uczucie opuchnięcia mięśni i nie zbliżyć się do upadku mięśniowego. Trening blisko upadku mięśniowego jest konieczny do uzyskania hipertrofii mięśni.